# 2026年冬季奥林匹克运动会冰岛代表团
2026年冬季奥林匹克运动会冰岛代表团是冰岛所派出的第25届冬季奥林匹克运动会代表团，这是该国第二十次参加冬季奥运。

## 参赛者统计
以下是参加本届运动会每个运动大项的参赛选手人数列表。
| 大项     | 男子 | 女子 | 合计 |
| -------- | ---- | ---- | ---- |
| 高山滑雪 | 1    | 1    | 2    |
| 越野滑雪 | 1    | 1    | 2    |
| 合计     | 2    | 2    | 4    |

## 高山滑雪
冰岛迄今已有一名女子和一名男子高山滑雪运动员通过基本配额认证。

## 越野滑雪
冰岛已有一名女子和一名男子越野滑雪运动员通过基本配额认证。